# تامی اوست
تامی اوست (دانمارکی: Tammi Øst؛ زادهٔ ۱ اکتبر ۱۹۵۸) بازیگر و خواننده اهل دانمارک است.
از فیلم‌ها یا برنامه‌های تلویزیونی که وی در آن نقش داشته‌است می‌توان به کوتاه و بلند، کاتینکا، زنی که رؤیای مردی را داشت و یک مرد خوشبخت اشاره کرد.